# Robby Benson
Robby Benson, född 21 januari 1956 i Dallas i Texas, är en amerikansk skådespelare, sångare och röstskådespelare känd för sin roll som Odjuret i Skönheten och odjuret från 1991.
Han provspelade för rollen som Luke Skywalker i Stjärnornas krig innan rollen gick till Mark Hamill.

## Filmografi i urval
- 1967 – Nattens ögon
- 1973 – Jory
- 1973 – Jeremy
- 1978 – Isdrömmar
- 1991 – Skönheten och odjuret (röst)